# SICシステム
株式会社SICシステム（英: SIC System Co.,Ltd.）は、長野県長野市と東京都新宿区に本社を置き、システムコンサルティングやソフトウェアの開発を行う日本の企業。

## 沿革
- 1984年（昭和59年）8月 - 日本ソフト開発株式会社設立。長野市南県町に本社を置く
- 1996年（平成8年）5月 - 日本ソフト開発(株)・セリタシステム企画により、セリタソフトグループを形成。日本ソフト開発東京支店をセリタシステム企画本社内に開設
- 1996年（平成8年）10月 - ソフト工房がセリタソフトグループに参画
- 1997年（平成9年）2月 - セリタソフトグループ本社屋を長野市南県町に建設。日本ソフト開発(株)本社をセリタソフトグループ本社屋に移転
- 1999年（平成11年）3月 - 長野ソフト開発がセリタソフトグループに参画
- 2005年（平成17年）2月 - 日本ソフト開発(株)本社を長野市上千歳町の現在地に移転
- 2005年（平成17年）4月 - 日本ソフト開発(株)が長野ソフト開発を合併。また、セリタシステム企画がソフト工房を合併し、株式会社パーセルに商号変更
- 2007年（平成19年）11月1日 - 日本ソフト開発(株)が(株)パーセルを合併し、株式会社ニッセルワンに商号変更
- 2018年（平成30年）1月 - 株式会社ニッセルワンと株式会社エムエーシステムが合併し、株式会社SICシステムへと商号変更

## グループ企業
- 財団法人長野県情報技術振興財団
- 信越情報専門学校21ルネサンス学院
- 長野21日本語学院
- 株式会社セリタ
- 有限会社芹田不動産
- 株式会社サン
- 有限会社芹田商事
- 有限会社芹田ビル
- 医療法人大和真田会 ましまクリニック